# انتقال سلطة الإمبراطورية اليابانية 2019
تنازل إمبراطور اليابان أكيهيتو عن العرش في 30 أبريل 2019، وبذلك أصبح أول إمبراطور ياباني يفعل ذلك منذ أكثر من مائتي عام. هذا التنازل يمثل نهاية فترة هيسي، وأقيمت العديد من الاحتفالات التي سبقت انضمام خلفه، ولي العهد الأمير ناروهيتو. من المحتمل أن يتم حفل التتويج في 22 أكتوبر 2019. ومن المتوقع أن يصبح نجل أكيهيتو الأصغر الأميرفوموهيتو الوريث لشقيقه.

## الإمبراطور والدستور

### خلفية
في عام 2010، أبلغ الإمبراطور أكيهيتو مجلسه الاستشاري بأنه يرغب في التقاعد من وظيفته الشاقة. ومع ذلك، لم يتخذ كبار أعضاء وكالة العائلة الإمبراطورية أي إجراء. في 13 يوليو 2016، ذكرت هيئة الإذاعة الوطنية NHK أن الإمبراطور يرغب في التنازل عن العرش لصالح ابنه الأكبر ولي العهد الأمير ناروهيتو خلال بضع سنوات. وفي ذلك الوقت نفى كبار المسؤولين في وكالة الأسرة الإمبراطورية أن يكون هناك أي خطة رسمية لتنازل الملك عن العرش، إذ أن أي تنازل من قبل الإمبراطور يتطلب تعديل قانون الأسرة الإمبراطوري، الذي لا يحتوي على أحكام لمثل هذه الأمور.

### خطاب الأمة
في 8 أغسطس 2016، ألقى الإمبراطور خطاباً متلفزًا، مؤكداً على تقدمه في العمر وتدهور حالته الصحية؛  تم تفسير هذا الخطاب على أنه مؤشر على نيته في التنازل عن العرش. 

### التشريع
ومع الإعلان عن فكرة التنازل، قام مكتب مجلس الوزراء بتعين ياسوهيكو نيشيمورا مشرفاً بالوكالة على وكالة الأسرة الإمبراطورية. في أكتوبر 2016، عيّن مكتب مجلس الوزراء لجنة من الخبراء لمناقشة تنازل الإمبراطور، والتي أوصت بأن يكون القانون إجراءً لمرة واحدة ولصالح أكيهيتو وحده. في يناير 2017، بدأت لجنة ميزانية مجلس النواب مناقشة غير رسمية للطابع الدستوري للتنازل. في 19 أيار (مايو) 2017، أصدر مجلس الوزراء للحكومة اليابانية مشروع القانون الذي سمح لأكيهيتو بالتنازل عن العرش. وفي 8 يونيو 2017، أقر البرلمان الوطني مشروع قانون لمرة واحدة يسمح لأكيهيتو فقط بالتنازل عن العرش، ويعطي الحكومة حق البدء في ترتيب عملية تسليم المنصب إلى ناروهيتو. حدد يوم 30 أبريل 2019 لإجراء المراسم.
سوف يحصل على لقب Jōkō (上皇) (الإمبراطور الفخري)، اختصار لـ Daijō Tennō (太上天皇)، وذلك عند انتهاء مراسم التنازل. كما ستكتسب زوجته لقب Jōkōgō (上皇后) (الإمبراطورة الفخرية).

## مجلس الأسرة الإمبراطوري
في 1 كانون الأول / ديسمبر 2017، عقد المجلس الإمبراطوري للأسرة، الذي لم يجتمع منذ 24 عامًا، وذلك من أجل تحديد مواعيد احتفالات المشاركة في أول نقل من هذا القبيل للسلطة منذ قرنين.  يتألف المجلس الإمبراطوري للأسرة من رئيس الوزراء ورئيس مجلس النواب ونائب رئيس مجلس النواب ورئيس ونائب رئيس مجلس المستشارين، والمشرف بالوكالة على وكالة الأسرة الإمبراطورية، ورئيس القضاة وقاض واحد من المحكمة العليا، واثنين من أعضاء البيت الإمبراطوري في اليابان. طُلب من الأمير فوموهيتو، الابن الأصغر للإمبراطور، التنحي عن اجتماعات المجلس لأنه «طرف له مصالح» في هذا الأمر. وحل محله الأمير هيتاشي، الأخ الأصغر للإمبراطور البالغ من العمر 82 عامًا، أما العضو الآخر فكانت زوجة هيتاشي الأميرة هاناكو.
صرح كبير أمناء مجلس الوزراء يوشيهيد سوجا للصحفيين أنه تم اختيار التاريخ بحيث يمكن للإمبراطور القديم رئاسة اليوبيل الذي يوافق الذكرى الثلاثين لتتزامن مع فترة الإجازة السنوية للأسبوع الذهبي، مما جعل من التغيير مهرجانا سعيدا. أخيرًا، وفي 8 ديسمبر 2017، أنشأت الحكومة لجنة خاصة للإشراف على الترتيبات. وفقًا لرئيس مجلس الوزراء يوشيهيد سوجا: «سوف تتعامل اللجنة مع الأمر بصورة صحيحة، أخذين بعين الاعتبار التأثيرات المحتملة على حياة الناس».

## الاستعدادات للانتقال الإمبراطوري 2017-2019
اجتمعت اللجنة لأول مرة في يناير 2018، وفي الشهر التالي أعلنت أن الخطة التي أطلق عليها «بيان السياسة الأساسية»، قد تم إصدارها في 3 أبريل. بدأت احتفالات الوداع الرسمية بحفل اليوبيل الثلاثين في 12 فبراير 2019، وهو تأخير من شأنه تجنب أي احتفال بموت الإمبراطور شوى في 7 يناير.

### الأسبوع الذهبي، 2019
قامت الحكومة بتوحيد عطلة الأسبوع الذهبي ضمن فترة زمنية تمتد لمدة عشرة أيام من 27 أبريل إلى 6 مايو. لو لم يتم تحديد فترة الانتقال مسبقا، لحصل تعارض، فكل من 29 أبريل و3-6 مايو بالفعل عطلة وطنية في عام 2019، وطبعا عطلة نهاية الأسبوع تقع يومي27-28 أبريل. هذا سيجعل من يوم التنازل والتنصيب عطلة عامة، فقانون العطل الرسمية ينص على أن يوم العمل النظامي بين عطلتين وطنيتين يصبح عطلة «عامة».

### التقويم

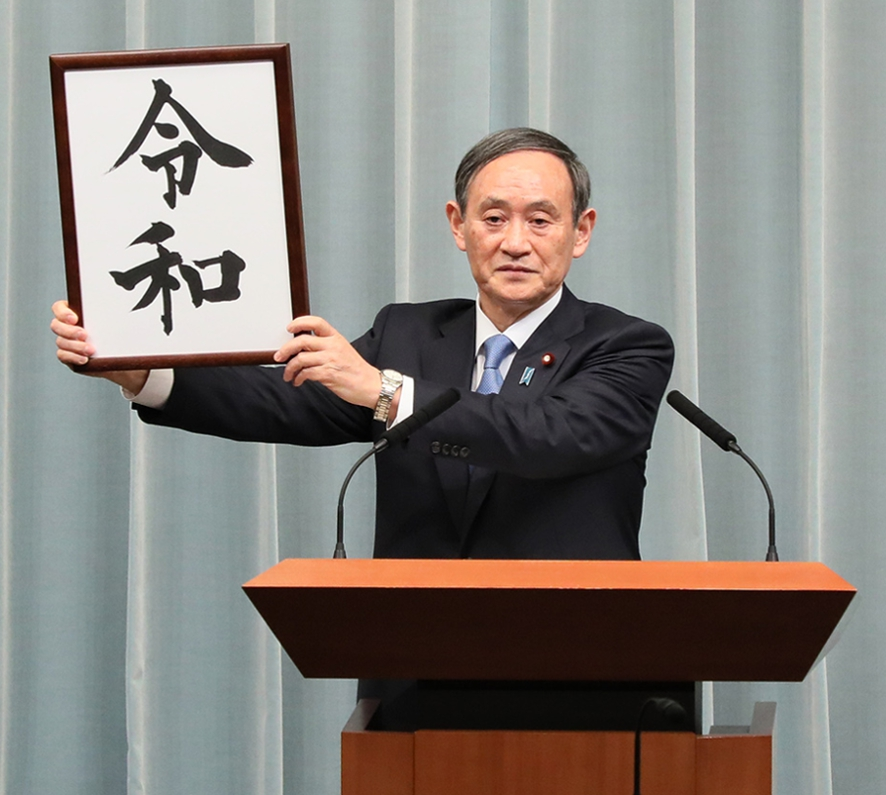
رئيس مجلس الوزراء يوشيهيد سوجا يعلن عصر الإمبراطورية الجديد «ريوا» للصحافة

منذ فترة استعادة ميجي في عام 1867، يتم احتساب الحقبة اليابانية الجديدة في اليوم التالي لوفاة الإمبراطور القديم. ولهذا، في حالة الإمبراطور أكيهيتو، يحتاج مصنعو التقويمات والنماذج والمنتجات الورقية الأخرى إلى معرفة اسم العصر الجديد مقدمًا لإنتاج الأواني في الوقت المناسب.  
حفظت أسماء حقبتي شووا وهيسي، كأسرار دولة، إلى وقت وفاة الأباطرة السابقين. إلا أن ذلك لم يكن ممكنًا في هذه الحالة، لأن التنازل لم يسبق له مثيل منذ اعتماد دستور ميجي 188. ولغرض منع أي جدل حول الموضوع، تقرر تأخير الإعلان قدر الإمكان، وتم اقتراح موعد الإعلان في أي من عيد ميلاد الإمبراطور القديم أو احتفالات اليوبيل.
قبل أن يصبح اسم الحقبة معروفًا، كان على شركات تصنيع أجهزة الكمبيوتر والبرمجيات اختبار أنظمتها قبل حفل الانتقال لضمان أن يتم التعامل مع اسم الحقبة الجديد بشكل صحيح بواسطة برامجهم. توفر بعض الأنظمة مجموعة آليات لاختبار ومحاكاة حقبة جديدة في وقت مبكر.
تم الكشف عن اسم العصر الجديد، ريوا "فترة رييوا" (令和)، في 1 أبريل 2019. وذلك من قبل كبير أمناء مجلس الوزراء يوشيهيد سوجا خلال مؤتمر صحفي بثه التلفزيون.

### حفل التنصيب
من المقرر أن يقام حفل التنصيب للإمبراطور ناروهيتو في 22 أكتوبر 2019، وذلك في نهاية الفترة الانتقالية. سيكون يوم الحفل عطلة إضافية.

## الجدول الزمني

### 2010
أبلغ الإمبراطور أكيهيتو مجلسه الاستشاري برغبته في التقاعد في نهاية المطاف وطلب المساعدة لعمل الترتيبات اللازمة.

### 2016
- يوليو: سرب الإمبراطور اكيهيتو للصحافة عن رغبته في التقاعد.
- 13 يوليو: هيئة الإذاعة الوطنية تنقل رغبات الإمبراطور للجمهور.
- 8 أغسطس: ألقى الإمبراطور خطابا للجمهور على شاشات التلفزيون والإذاعة ملمحا إلى رغبته.
- أيلول / سبتمبر: عين رئيس الوزراء شينزو آبي لجنة للتحقيق في التداعيات القانونية للتنازل المحتمل.

### 2017
- 12 كانون الثاني (يناير): نقاش عام حول التنازل في لجنة ميزانية مجلس النواب.
- 11 مايو: يوصي تقرير للجنة مشتركة من البرلمان الوطني بمشروع قانون لمرة واحدة لتسهيل التنازل الأول عن الإمبراطورية منذ قرنين.
- 19 مايو: مجلس الوزراء ورئيس الوزراء شينزو آبي يقدم مشروع قانون التنازل.
- 8 يونيو: تمرير مشروع قانون التنازل من قبل مجلس النواب.
- 9 يونيو: تمرير مشروع قانون التنازل من قبل مجلس المستشارين (مجلس الشيوخ).
- نوفمبر: اقترح مجلس الوزراء يوم 30 أبريل 2019 كموعد مناسب.
- 1 كانون الأول (ديسمبر): المجلس الإمبراطوري للأسرة، الذي لم يجتمع منذ ربع قرن، يوافق على التاريخ المقترح.
- 7 ديسمبر: يوافق مجلس الوزراء على الموعد، ويأذن بإنشاء «لجنة انتقالية إمبراطورية» للإشراف على الاحتفالات المعنية، مع تعين رئيس مجلس الوزراء يوشيهيد سوجا كرئيس.[24]

### 2018
- يناير: تجتمع اللجنة لأول مرة.
- 20 فبراير: تم إصدار ورقة تمهيدية حول الاحتفالات الرسمية تفيد بأن التنازل سيكون مناسبة رسمية للدولة [24]
- 3 أبريل: تصدر اللجنة ورقة بيضاء حول الاحتفالات الرسمية. [15]
- 23 ديسمبر: الاحتفال النهائي بعيد ميلاد الإمبراطور أكيهيتو كإمبراطور

### 2019
- 8 كانون الثاني (يناير): الذكرى السنوية الثلاثين لبدء حفل اليوبيل لإحياء ذكرى الإمبراطور شوا. بدء الاحتفالات الوداعية الرسمية للإمبراطور أكيهيتو.
- 14 فبراير: تم إدراج استطلاع للرأي للحصول على اقتراحات حول اسم عصر ناروهيتو.
- 24 فبراير: احتفالات اليوبيل في المسرح الوطني.
- 25 شباط (فبراير): أعلنت وكالة "إمبيريال هاوس" أن لقبي أكيهيتو وميشيكو باللغة الإنجليزية عند التنازل سيكون جلالة الإمبراطور الفخري وجلالة الملكة الإمبراطورة الفخرية. "His Majesty The Emperor Emeritus and Her Majesty The Empress Emerita" [29]
- 12 مارس: بدأت الاحتفالات والطقوس الخاصة بالتنازل عن النفس بحفل Kashikodokoro-ni-Taii-oyobi-sono-Kijitsu-Hōkoku-no-gi .
  - حفل Kashikodokoro-ni-Taii-oyobi-sono-Kijitsu-Hōkoku-no-gi (賢所に退位及びその期日奉告の儀؟) 期日奉告の儀 حيث سيقدم الإمبراطور اكيهيتو تقارير تنازله عن العرش لالهة الشمس اماتيراسو -ōmikami في Kashiko-dokoro من قصر المقدسات الثلاثة من القصر الإمبراطوري. [30]
  - حفل Kōreiden-Shinden-ni-Taii-oyobi-sono-Kijitsu-Hōkoku-no-gi (皇霊殿神殿に退位及びその期日奉告の儀؟) الذي يعلن ضمنه الإمبراطور أكيهيتو عن تنازله عن أرواح أجداد العائلة الإمبراطورية.
  - طقس Jingū-Jinmu-Tennō-Sanryō-oyobi-Shōwa-Tennō-izen-Yondai-no-Tennō-Sanryō-ni-Chokushi-Hakken-no-gi (神宮神武天皇山陵及び昭和天皇以前四代の天皇山陵に勅使発遣の儀؟) 以前四代の天皇山陵に勅使発遣の儀 احيث يتم إرسال الكهنة إلى ضريح إيسه، ضريح الإمبراطور جينمو، وأضرحة أخلر أربعة أباطرة للإبلاغ عن تنازل الإمبراطور أكيهيتو.
- 15 مارس: طقوس تنازل خاصة تقليدية.
  - طقس Jingū-ni-Hohei-no-gi (神宮に奉幣の儀؟) حيث يقدم الرسل والكهنة الإمبراطوريون يعلنوا من ضريح إيسي الكبير عن تنازل الإمبراطور أكيهيتو.
  - طقس Jinmu-Tennō-Sanryō-oyobi-Shōwa-Tennō-izen-Yondai-no-Tennō-Sanryō-ni-Hōhei-no-gi (神武天皇山陵及び昭和天皇以前四代の天皇山陵に奉幣の儀؟) حيث علن الرسل والكهنة الإمبراطوريون عن تنازل الإمبراطور أكيهيتو لضريح الإمبراطور جيمو، وضريح الأباطرة الأربعة الأخيرة.
- 26 مارس: Jinmu-Tennō-Sanryō-ni-Shin'etsu-no-gi (神武天皇山陵に親謁の儀؟) يقدم الإمبراطور والامبراطورة علامات الاحترام في ضريح الإمبراطور جينمو في حرم كاشيهارا، نارا محافظة، اليابان. [30]
- 1 أبريل: تمت الموافقة على مسمى العهد الجديد من قبل مجلس الوزراء، وأعلن كبير أمناء مجلس الوزراء يوشيهايد سوجا رسميا للجمهور أنه سيأخذ اسم ريوا «فترة رييوا» (令和؟). [31]
- 18 أبريل: حفل Jingū-ni-Shin'etsu-no-gi (神宮に親謁の儀؟) يقدم كل منالإمبراطور والإمبراطورة احترامه في ضريح إيسي جراند في إيسي، مقاطعة ميه. [30]
- 21 أبريل: الانتخابات المحلية في اليابان. [32]
- 23 أبريل: مراسم Shōwa-Tennō-Sanryō-ni-Shin'etsu-no-gi (昭和天皇山陵に親謁の儀؟) يقدم كل من الإمبراطور والإمبراطورة احترامهم في ضريح والده الراحل، الإمبراطور شوا، في مقبرة موساشي الإمبراطورية في هاتشيوجي، طوكيو. [30]
- 27 أبريل: عطلة إضافية: بداية موسم عطلة الأسبوع الذهبي. [33]
- 28 أبريل: عطلة إضافية
- 29 أبريل: يوم شوى
- 30 أبريل: حفل Taiirei-Seiden-no-gi (退位礼正殿の儀؟) يعلن الإمبراطور أكيهيتو استقالته من العرش ويستقبل الجمهور مع ممثلي الشعب لآخر مرة. ليصبح أول جوكو (إمبراطور فخري) منذ عام 1840. فترة هيسي تصل إلى نهايتها.

### عهد ريوا
- 1 مايو: بداية فترة ريوا وتاريخ تنصيب الإمبراطور ناروهيتو.
  - في حفل Kenji-tō-Shōkei-no-gi (剣璽等承継の儀؟) يرث الإمبراطور ناروهيتو اثنين من ثلاثة أمبراطوريات مقدسة، كما سيتسلم خاتم بريفي، وخاتم الدولة. [34] [35] [36]
- 2 مايو: عطلة إضافية
- 3 مايو: يوم ذكرى الدستور
- 4 مايو: يوم الخضرة
- 5 مايو: يوم الطفل
- 6 مايو: عطلة إضافية: احتفالات نهاية الأسبوع الذهبي.
- 22 أكتوبر: حفل التنصيب.
  - مراسم Sokui-go-Chōken-no-gi (即位後朝見の儀؟) حيث يلتقي الإمبراطور ناروهيتو لأول مرة مع ممثلي الشعب.
  - مراسم Sokuirei-Seiden-no-gi (即位礼正殿の儀؟) حيث يتلقى الإمبراطور ناروهيتو التهاني من ممثلي الشعب من الداخل والخارج.
  - مراسم Shukuga-Onretsu-no-gi (祝賀御列の儀؟) وهو موكب سيارات لإظهار وتقبل التمنيات الطيبة من الناس.
- 14-15 نوفمبر: حفل حصاد الأرز Daijōsai (大嘗祭؟) [37]

### 2020
- 23 فبراير: الاحتفال الأول بعيد ميلاد ناروهيتو كإمبراطور.
- 19 أبريل: سيتم ترقية الأمير فوميهيتو إلى كويشي (رتبة تعادل ولي العهد).

## روابط خارجية
- Ceremonies and Rites related to the Imperial Succession (the Imperial Household Agency)
- Ceremonies and Rites related to the Imperial Succession (the Cabinet Public Relations Office, Cabinet Secretariat)